# Rio Mandovi
O Rio Mandovi, ou também Mandovim, é um dos dois principais rios de Goa, junto com o Rio Zuari. Estão ambos unidos pelo canal (navegável) de Cumbarjua.
O Rio Mandovi nasce nos Gates de Bingod e entra no território de Goa pelos Gates de Parvor.
Tem 77 km de extensão e ao longo do seu percurso passa por Volvoi, Candolá, Amonã, Marcela, Cundaim, Marçaim, as ilhas de Chorão, Divar, Capão ou Vanxim, Corjuém, Combarjua, Toltó e Juá, e ainda por Velha Goa, Ribandar e Pangim, a capital do Estado de Goa.
Os seus principais afluentes são o Volvota e o Madei. Desagua no Mar Arábico.